# 簡約音樂

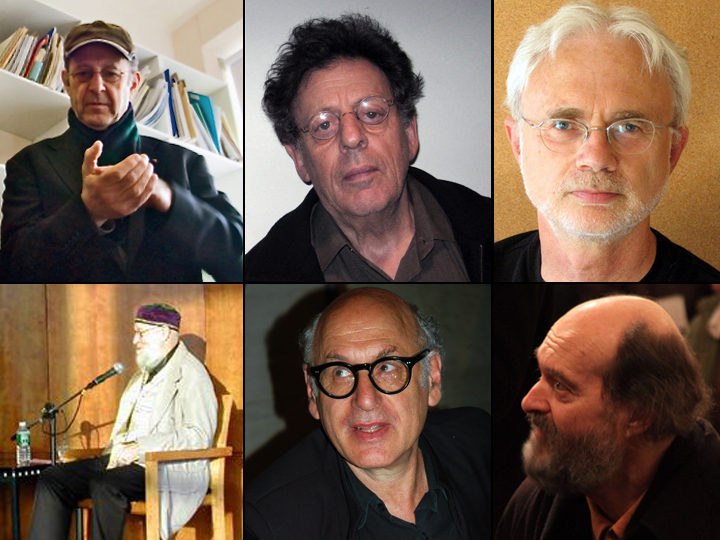
六位著名的極簡派作曲家：（顺时针顺序）莱奇、格拉斯、亚当斯、帕特、尼曼、赖利。

極簡音樂在1960年代時被提出作為實驗音樂中的一種音樂風格，這個派別大都展現以下的特色：
- 如果不具功能調性（functional tonality），則強調和諧的和弦。
- 樂句、或較小單位的figure、motif、cell會不斷重複。加以難以捉摸、緩慢的改變、長時間極少或沒有改變的旋律。
- 以持續的低音、節奏或長音的方式暫停音樂演進（stasis）。

極簡音樂這個名詞是由簡約主義（或極簡主義）派生而來，在「極簡音樂」之前，有程序音樂或系統音樂等被使用在同樣的音樂上，尤其是經由嚴謹規則所建構的此種音樂。

## 概論
簡約音樂可以回溯到19世紀的舒曼，而「簡約」第1次被用來形容音樂則出現在1968年，迈克尔·尼曼（Michael Nyman）給科内利乌斯·卡迪尤（Cornelius Cardew）的作品「The Great Digest」所寫的評論之中。尼曼稍後在他1974年出版的書中《Experimental Music：Cage and Beyond》擴張了他對簡約音樂的定義。另外，還有一名自我定位為簡約主義的音樂家汤姆·约翰逊，也宣稱是第一個使用「簡約」形容音樂的人，他於1989年在《村聲雜誌》中這樣描述簡約音樂：
|  | 簡約主義的概念比許多人想像的都還大的多。在定義上，它包括了任何使用極少或有限制的材料而寫成的音樂：只使用了極少量的音符、極少量的文字、或只為少數樂器所寫的音樂，例如古鈸、腳踏車輪、甚至是威士忌酒瓶。它包括長時間持續著電子合成低鳴聲的音樂。它包括只用河流川溪的聲音錄製而成的音樂。它包括不斷重複的音樂。它包括用薩克斯風音效建立音牆的音樂。它包括花費很長時間從一種風格轉換成另一種風格的音樂。它包括任何使用所有可能被使用的音高的音樂（只要它們在C和D之間）。它也包括慢到一分鐘只演奏兩到三拍的音樂。 |

許多人（尤其是流行樂迷）發現簡約音樂比所謂十二音列音樂或是現代樂派的古典樂還更易聽。對另一些支持浪漫樂派或是更早音樂的人而言，容易感到簡約音樂令人煩躁，因為它的不斷重複性質、缺少複雜性、或缺少如程序音樂般的嚴謹。

### 簡約音樂之父
最重要的幾個簡約音樂家包括约翰·亚当斯、菲利普·格拉斯、斯蒂夫·莱奇、特里·赖利，拉蒙特·扬被稱為簡約音樂之父。
在簡約音樂之中還有簡約層次的分別，可以從多方面觀察一個音樂是否屬於簡約音樂：演奏的方法、音樂的結構、以及音樂的技巧。
早期的格拉斯和莱奇的風格傾向十分的樸實，在主題之上幾乎不做點綴，並且是小編制的作曲。因而，在菲利普·格拉斯的例子中，也就是管樂琴、管樂器（尤其是薩克斯風）、以及歌手；在斯蒂夫·莱奇的例子中，則是集中於小音槌以及敲擊樂器。
约翰·亚当斯的作品常常是為古典的樂器及編制所寫：管弦樂、弦樂四重奏、鋼琴獨奏。雖然上述提到四位音樂家都曾寫過如此作品，但沒有一位如同约翰·亚当斯之密集。他的音樂較能夠被古典音樂的欣賞者所接受，因為他的作品雖然帶有簡約的色彩，同時也注重古典的邏輯，尤其他沒有其他人將樂曲演進長時間暫止的習慣。
有些约翰·亚当斯的管弦作品曾被描述為「maximalism」，不過此名詞並不是所有評論者普遍同意的，查尔斯·武奥里宁（Charles Wuorinen）則在例外。
這三位作曲家所注重的層面，正好用來展示簡約音樂的三個極端層面：斯蒂夫·莱奇使用近乎機械的音色；菲利普·格拉斯大量使用意象上的材料，並且注重和弦；而约翰·亚当斯則表現出現代樂派繼任者的風采，不論是在節奏或是和弦上都更加難以預料。
David Cope在1997年歸納下列特質：
- 靜默
- 概念式的音樂
- 簡要
- 連續性：以一個以上的成分作緩慢演進
- 階段性和規律性（包括反覆性）

簡約音樂在音樂史上只有一個從視覺藝術所借用過來的名詞，也許這是許多簡約音樂家不喜此詞的原因。菲利普·格拉斯的樂團初次演奏時，在他一位同屬簡約主義的朋友的畫展上演出，他朋友不斷的說道「這個詞應該被禁用！」。

## 音樂特點

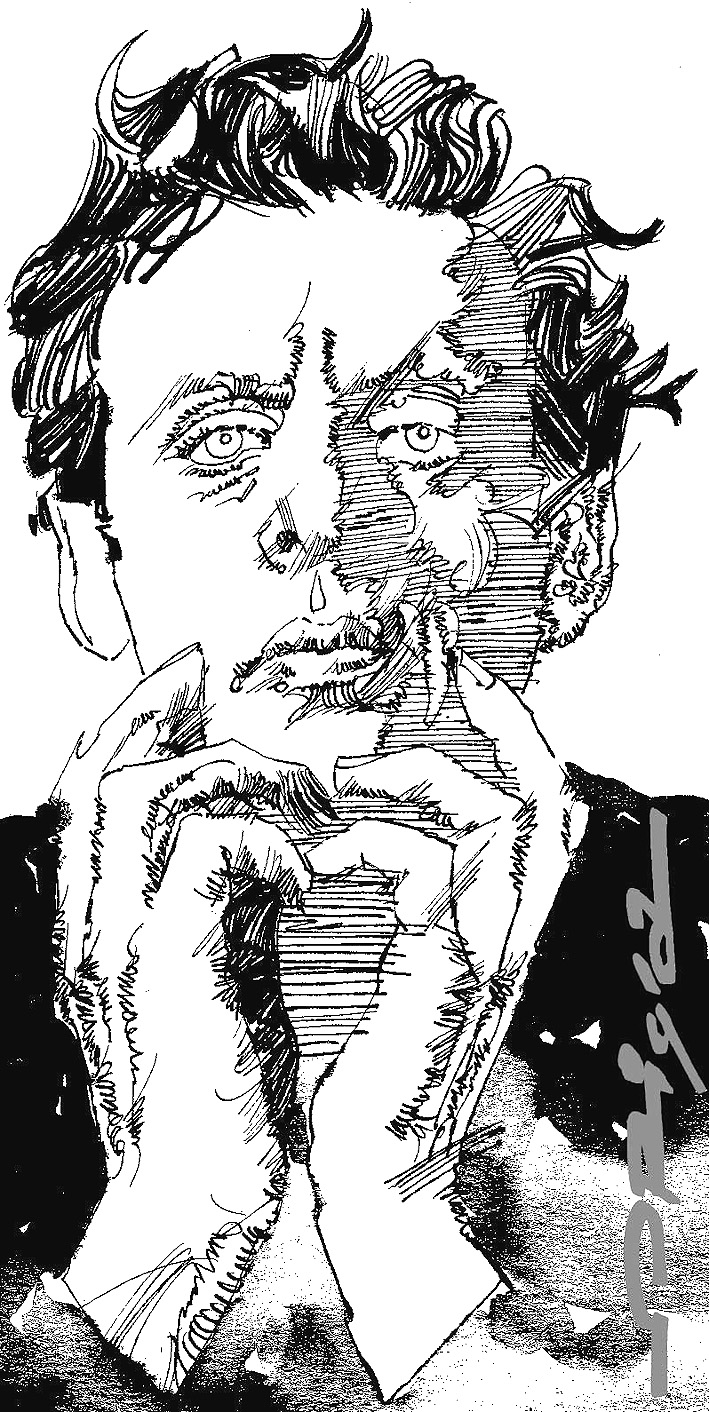
菲利普·格拉斯的漫画像

簡約音樂最大特色在於重複使用同主題的樂段、緩慢地或不加以改變來呈現和諧的整體。這類普遍使用的技巧以及層次的使用、樂段的階段性就是所謂簡約主義式的。這與後來所稱的重複整個樂段有關，這同樣不是史無前例的但肯定十分稀少。層次感用來表現一個樂段的進展，然後加入新的聲音產生最後的效果。
和諧的和弦指的是音階之間合起來所謂「穩定」的聲音，而和弦同樣可以用声部进行的方法來分析。在簡約主義中，和弦的這種功能通常不被使用。
另一個簡約音樂的特徵是演進的階段性，藉以提供音樂上的變異性。一個著名的例子是特里·賴利的《C音》，它不是寫定的樂曲而是幾個分散的樂段，由演奏者自行連接來演奏，然後隨意停止。樂曲的整體結構，根據演奏者的選擇就很不同了。
簡約音樂反覆相同樂句，隨著時間作出分支。使用這個技巧的著名作品是葛拉斯的《愛因斯坦在海灘》和Adams「Shaker Loops」其中的「number」部分。
隨著時間，簡約音樂家開始使用越來越多的變化音的材料。例如葛拉斯的「二號交響曲」和Adams的歌劇。另一方面也開始使用其他樂器的音效，最明顯的就是電子樂器。簡約音樂的影響力常常瀰漫到大眾音樂之中，例如Brian Eno和Mike Oldfield，以及電子音樂和House，後者的DJ們取材各式各樣的音樂然後將它們重疊在一起播放。
簡約音樂領域確實是在有意的情況（所謂後古典）下發展出來的，他們受到Cage使用靜默和層次手法的吸引，並希望為這種音樂加上更多旋律性。許多個別的簡約音樂特點，在同時期的序列音樂（serialism）中也會出現，例如Berio的「Sinfonia」，或者是Morton Feldman的長音。
這些特性也被另外一些音樂家採用了，他們反對二十世紀的和弦理論，常常是因為宗教因素者。這些作曲家常常回歸中古時期和早期文藝復興時的風格和合聲，寫出結構嚴謹的樂曲，而非tonal context。在這些人之中，Arvo Pärt有著不少追隨著並且大量的作品和表演。
簡約主義有時會被賦予這樣的意識形態：離開複雜的現代主義，而靠向後現代主義。尤其後者認為所謂音樂的進步是不切實際的，並不需要執著於開發更先進的作曲理論或是複雜的系統。這個論點，使得簡約音樂有所本，不是採用所謂西方傳統，而是內化了更多的「東方」精神，例如冥想、狂喜、或者專注。特別是Philip Glass，他認為所謂精緻的或低俗的音樂的分野正在崩潰，而簡約主義，因此而重要處在於它聯合並且使兩者對話。這個觀點甚至不被所有簡約音樂的聽眾所接受，但是當問題是關切它的表演、受注目和接受度時，則通常又會被引用。
簡約音樂常常被用於電影之配樂和其他媒體，藉以提供環境的或心情的烘托。它也被來自其他領域的配樂家所接受，例如Lukas Foss的晚期作品。
最後，有些人（如Kyle Gann）認為簡約主義在80年代就已經結束，在此之後的音樂應該被叫做後簡約主義。根據Gann，後來的作品中固定出現的音調反覆和凝結（stasis），和前代的作品比起來已成為一種僵化的原則。

## 簡約音樂之批評
簡約音樂在起初發展之時便引起爭議，針對簡約音樂的批評大致上有兩種觀點。
第一種來自現代主義的擁護者，他們認為簡約主義是對於進步的反叛，是現代性的腐化而墮落到庸俗的地步。他們論述簡約主義是精緻藝術對於大眾藝術的投降。這些評論正好和後現代的觀點成了對比，後者的觀點認為這究竟是現代音樂家尋找音樂出路的方法，而非陳腐或墮落，更不遜於追求現代主義尋求更嚴謹、重要而推動人類知識和善的觀點。
第二種來自西方古典音樂的擁護者，尤其是經歷過19世紀音樂的那些人。他們認為簡約音樂過於重複、無聊、毫無樂句的演進，並且膚淺。有些笑話使用不斷重複簡約音樂家的名字來取笑他們，尤其以菲利普·葛拉斯為眾矢之的。這種觀點認為簡約音樂無法有甚麼成就，並且缺乏內在的吸引力。

## 簡約音樂家
- 特里·赖利
- 斯蒂夫·莱奇
- 菲利普·格拉斯
- 约翰·亚当斯
- 拉·蒙特·扬
- 迈克尔·尼曼
- 凯文·沃兰斯
- 久石讓（藤澤守）
- 魯多维科·伊諾第
- 馬克斯·李希特
- 西蒙．譚．霍爾特

### 神圣简约主义
一些作曲家（主要来自东欧）把简约派的一些作曲手法与宗教和神秘主义结合起来进行创作，这些作曲家一般被称为“神圣简约主义”作曲家。
- 阿沃·帕特
- 亨里克·戈雷斯基
- 约翰·塔文纳
- 阿兰·霍夫哈奈斯
- 彼得里斯·瓦斯克斯
- 吉雅·坎切利
- 弗拉基米尔·马丁诺夫

## 影響簡約主義的搖滾樂團
- Autopsia
- Ashra (Manuel Göttsching)
- Cant
- Circle
- Coil
- Faust
- Gastr Del Sol
- Godspeed You! Black Emperor
- David Grubbs
- Isis
- King Crimson
- Low
- Neu!
- Jim O'Rourke
- M83
- Movon
- Polyrock
- 电台司令
- Shellac
- 詩格洛絲
- Slint
- 音速青春
- Spacemen 3
- 立體聲實驗室
- The For Carnation
- Tirez Tirez
- Tortoise
- Union Wireless
- 地下丝绒

## 資料來源
- Cope, David (1997). Techniques of the Contemporary Composer, p.216. New York, New York: Schirmer Books. ISBN 0-02-864737-8.
- Fink, Robert (2005). Repeating Ourselves: American Minimal Music as Cultural Practice. ISBN 0-520-24550-4.
- Johnson, Tom (1989). The Voice of New Music: New York City 1972-1982 -- A Collection of Articles Originally Published by the Village Voice. Eindhoven, Netherlands: Het Apollohuis. ISBN 90-71638-09-X. Available for free download at:

## 延伸閱讀
- Mertens, Wim (1980/1983/1988). American Minimal Music, trans. J. Hautekiet. ISBN 0-912483-15-6. "Still stands as the single extended culture-critical treatment of American minimalism" (Fink 2005, p.5).

## 外部連結
- Art and Music Since 1945: Introduction to Minimal Music by N.G.
- Minimal Music, Maximal Impact （页面存档备份，存于）, by Kyle Gann © 2001 NewMusicBox, Including a more comprehensive list of early minimalists
- Art of the States: minimalist minimalist works by American composers